# 파더 마더 시스터 브라더
《파더 마더 시스터 브라더》(영어: Father Mother Sister Brother)는 2025년 개봉 예정인 미국의 코미디 드라마 옴니버스 영화이다. 짐 자무시가 감독과 각본을 맡았다. 제82회(2025년) 베네치아 영화제 황금사자상 경쟁후보작이다.

## 출연진
- 케이트 블란쳇
- 비키 크립스